# Pietrachy
Pietrachy – wieś w Polsce położona w województwie łódzkim, w powiecie poddębickim, w gminie Zadzim.
| SIMC    | Nazwa      | Rodzaj    |
| ------- | ---------- | --------- |
| 0720639 | Rozcieszyn | część wsi |

W skład sołectwa Pietrachy wchodzi także wieś Głogowiec.
W latach 1975–1998 miejscowość administracyjnie należała do województwa sieradzkiego.